# Rosa glabrifolia
Rosa glabrifolia es una especie de planta del género Rosa, de la familia Rosaceae.

## Taxonomía
Rosa glabrifolia fue descrita por C. A. Mey. ex Rupr. en 1845.

## Distribución
Se encuentra en el territorio este de Europa hasta el suroeste de Siberia y el Cáucaso.